# Remlingrader Bach
| Zuläufe und Bauwerke \| Remlingrader Bach \| Remlingrader Bach \| Remlingrader Bach \| \| ----------------- \| ----------------- \| ----------------- \| \| Legende \| \| \| \| Radevormwald \| \| Radevormwald \| \| \| \| \| \| Remlingrade \| \| \| \| \| \| Löschwasserteich \| \| Zum Hofe \| \| \| \| Brackener Bach \| \| \| \| Im Wiesengrund \| \| \| \| \| \| \| \| Landesstraße 414 \| \| \| \| Wuppertalbahn \| \| \| \| Wupper \| \| \| |  |                  |
| Remlingrader Bach |  |                  |
| Legende |  |                  |
| Radevormwald |  | Radevormwald     |
| |  |                  |
| Remlingrade |  |                  |
| |  | Löschwasserteich |
| Zum Hofe |  |                  |
| Brackener Bach |  |                  |
| Im Wiesengrund |  |                  |
| |  |                  |
| Landesstraße 414 |  |                  |
| Wuppertalbahn |  |                  |
| Wupper |  |                  |

Der Remlingrader Bach ist ein 2,9 Kilometer langer, orographisch rechter Nebenfluss der Wupper in Radevormwald.

## Lage und Topografie
Der Bach entspringt auf 320 Meter ü. NN westlich der Radevormwalder Hofschaft Birken und fließt zunächst in westliche Richtung an Remlingrade und Zum Hofe vorbei. Nachdem er Zufluss von dem Brackener Bach erhalten hat, fließt er im weiten Bogen durch sein ausgeprägtes Bachtal an Im Wiesengrund vorbei, unterquert die Landesstraße 414 und mündet gegenüber Oedeschlenke auf 202 Meter ü. NN in die Wupper. Der Höhenzug zwischen dem Remlingrader Bach und der Wupper ist an der schmalsten Stelle weniger als 140 Meter breit.
Zwischen der Wuppermündung und Remlingrade folgt die Kreisstraße K6 dem Bachlauf durch sein Tal. Diese Straße basiert auf einer mittelalterlichen Altstraße zwischen Beyenburg (Amtssitz des bergischen Amts Beyenburg) über Remlingrade (bergischer Allodialbesitz) zur Frankfurt-Elberfelder Straße im Norden Radevormwalds, einem bedeutenden mittelalterlichen Handels- und Heerweg.